# Naturnationalpark Fussingø
Naturnationalpark Fussingø er en nationalpark omkring Fussingø Gods 10 km vest for Randers. Den blev indviet 21. juni 2025 med fremmødte protesterende. Parken var blandt de to første Naturnationalparker der blev vedtaget i juni 2020 til oprettelse, den anden var Naturnationalpark Gribskov. Den har af IUCN (International Union for the Conservation of Nature) fået den internationale nationalparkbetegnelse: forvaltningskategori II Nationalpark.
Området er i dag et udpræget godslandskab, med en mosaik af områder med moser, enge og marker ved Fussing Sø og Skals Å, lige syd for Læsten Bakker, der ejes af den Danske Naturfond. Naturnationalpark Fussingø består af et sammenhængende område, hovedsageligt skov, på cirka 833 hektar med herregården Fussingø i centrum. Fussing Sø skulle også være med i parken, men kom det dog ikke. 
Naturnationalparken er levested for en række sjældne fugle, pattedyr, insekter og svampe, der hovedsageligt lever i gammel løvskov.
For at naturen skal få mere plads til at udvikle sig og over tid blive mere varieret, ophører både skovdrift og landbrugsdrift.
Planen er at genskabe de naturlige hydrologiske forhold og øge forekomsten af dødt ved. Herudover skal udbredelsen af ikke-hjemmehørende træarter reduceres, og der
vil blive gennemført omfattende indsatser for at nedbryde den ensartede skovopbygning, som følge af længerevarende skovdrift og dermed fremskynde udviklingen af biodiversiteten.
Der er etableret en ca. 570 ha. stor indhegning til store ”græssere” i form af 40 stude og krondyr. Hegnet til de store dyr skal være både solidt og relativt højt, mindst 2 meter. Studene er Gallowaykvæg, og bestanden overvåges 5 gange om ugen.
Området ligger i Natura 2000 - område nr. 30 Lovns Bredning, Hjarbæk Fjord og Skals Ådal og naturfredningen Fussing Sø og Fussingø Gods.